# Conversione (chimica)

Rappresentazione della relazione tra conversione (X), selettività (S) e resa (Y) nel caso in cui dal reagente A si ottengano i prodotti B e C più una certa quantità di reagente non reagito.

In chimica atomica e nucleare, con il termine conversione si indica il rapporto tra la quantità di reagente consumata da una reazione rispettivamente chimica o nucleare e la quantità di reagente inizialmente presente nell'ambiente di reazione.
Essendo inoltre la quantità reagita pari alla differenza tra reagente introdotto e reagente non consumato alla fine del processo, si ha:
conversione frazionaria = {\displaystyle {\dfrac {n(t_{0})-n(t_{f})}{n(t_{0})}}}
in cui:
- {\displaystyle n(t_{0})} è la quantità di sostanza di reagente introdotte nel reattore chimico (al tempo {\displaystyle t=t_{0}})
- {\displaystyle n(t_{f})} è la quantità di sostanza di reagente non reagite (al tempo {\displaystyle t=t_{f}})

Un reattore con conversione pari ad {\displaystyle 1} è in genere detto "convertitore".